# Pere Antoni Jusama Barceló "Serral"
Pere Antoni Jusama Barceló "Serral" (Es Carritxó, Felanitx, 1837- Felanitx, 1916). Glosador.
De família jornalera, de petit va fer de missatge. Primer de porquer, després de pastor, de jornaler i, en temps de messes, d'escarader. Es va casar molt jove amb Praxedis Adrover Barceló i tengueren sis fills. Aquesta experiència de la vida de pagès es manifesta a codolades com "Ses messes des segar".
| «        | Antany segava blat moro a s'Horta, que és un lloc gran i vaig dir a l'amo en Joan: duis una terça de carn, si em voleu veure fer s'homo. | » |
| — Serral | |   |

Molt religiós, els seus sentiments es fan presents a totes les seves composicions i, d'una manera especial, a la codolada "Es fill pròdig". A "Quatre mots de la veritat sobre les votacions de 1869 i 1871" es refereix a les lluites polítiques de la segona meitat del XIX i, sobretot, ridiculitza el sistema electoral en mans dels senyors i rics del poble. A la codolada "A Felanitx, s'any de ses quebres" descriu la crisi econòmica i vitícola produïda a partir de 1889, amb una segona part titulada "Ses quebres del dia". . "Sa mort de n'Antonina Rosseona" és un plant per la mort d'Antònia Rosselló, que morí el 19 de març de 1871.
| «        | Una jove agraciada tenia en es Cavaller que a mi em volia bé i ara ja l'han enterrada. S'alegria m'ha llevada per tot es temps que viuré. | » |
| — Serral | |   |

No era un glosador improvisador, sinó que elaborava les seves gloses i després les recitava de memòria acompanyat d'una guitarra. Destacà per l'elegància del llenguatge i per la temàtica històrica de les seves gloses. Jaume Vaquer Xamena les va recollir i les publicà sota el títol de "Codolades d'en Serral" (1932).